# Église d'Halsua
L’église d'Halsua (en finnois : Halsuan kirkko) est une église en bois située à Halsua dans la région d’Ostrobotnie-Centrale en Finlande.

## Présentation
Le chemin de l'église et l'environnement de l'église sont classés par la direction des musées de Finlande parmi les sites culturels construits d'intérêt national.